# コジコジ銀座
「コジコジ銀座」は、ホフディランの5作目のシングル。1997年11月7日にポニーキャニオンから発売された。

## 概要
前作「恋はいつも幻のように」より4ヶ月ぶりのリリース。
本作は、TBS系アニメ『コジコジ』第1期オープニングテーマに起用されている。ホフディランの楽曲がアニメ主題歌に起用されたのは、デビュー曲「スマイル」以来2曲目である。
全曲オリジナル・アルバムに未収録となっているが、2ndアルバム『Washington,C.D.』のリマスター盤『帰ってきたWashington,C.D.』（2017年10月18日発売）の特典CDに全曲収録された。

## 収録曲
1. コジコジ銀座（4:59）
（作詞：さくらももこ / 作曲：ホフディラン）
TBS系アニメ『コジコジ』第1期オープニングテーマ。作詞は同作の原作者であるさくらももこが手がけた[3]。メイン・ボーカルは基本的に渡辺慎がとっているが、Aメロのみ小宮山雄飛が歌っている。アニメで使用された音源では、ウマの鳴き声などのSEが入っていたが、CD音源ではこれらのSEは入っていない。
2018年8月27日にさくらの訃報が伝えられた翌28日、さくらと親交があった小宮山はヨーロッパ企画の『サマータイムマシン・ブルース』のトークショーと終演後の打ち上げに出席。その際にタイム・トラベルや科学、輪廻、UFO、超能力などの話題で盛り上がり、この出来事について「たぶん『キミのそばにもそれはあるはずだよ ふしぎなことは偶然じゃないんだ』ということかな、コジコジ？」と問いかけるようにコメントしている[4]。
オリジナル・アルバムには未収録で、ベスト・アルバム『JAILHOUSE HITS』でアルバム初収録となった。
13周年ライブ『13年の金曜日』ではTOMOVSKYと森くん、14周年ライブ『14年の土曜日』では、カジヒデキと共演した[5]。
2. 世界の国からコンニチワ（2:33）
（作詞・作曲：小宮山雄飛）
3. 歌をつくって歌う人（1:30）
（作詞・作曲：渡辺慎）
4. コジコジ銀座 (カラオケ)（4:59）
5. 世界の国からコンニチワ (カラオケ)（2:33）
6. 歌をつくって歌う人 (カラオケ)（1:30）

## 収録アルバム
コジコジ銀座
- JAILHOUSE HITS
- 14年の土曜日
- 帰ってきたWashington,C.D. (特典DISC)

世界の国からコンニチワ
- 帰ってきたWashington,C.D. (特典DISC)

歌をつくって歌う人
- 帰ってきたWashington,C.D. (特典DISC)

## ライブ映像作品
コジコジ銀座
- LIVE AT BUDOKAN
- 13年の金曜日
- 14年の土曜日

世界の国からコンニチワ
- LIVE AT BUDOKAN